# Старо Село (Оточаць)
44°53′ пн. ш. 15°14′ сх. д. / 44.88° пн. ш. 15.24° сх. д.
Старо Село (хорв. Staro Selo) — населений пункт у Хорватії, в Лицько-Сенській жупанії у складі міста Оточаць.

## Населення
Населення за даними перепису 2011 року становило 33 осіб.
Динаміка чисельності населення поселення:

## Клімат
Середня річна температура становить 9,13 °C, середня максимальна – 22,96 °C, а середня мінімальна – -6,64 °C. Середня річна кількість опадів – 1316 мм.
| Клімат поселення                              | Клімат поселення | Клімат поселення | Клімат поселення | Клімат поселення | Клімат поселення | Клімат поселення | Клімат поселення | Клімат поселення | Клімат поселення | Клімат поселення | Клімат поселення | Клімат поселення | Клімат поселення |
| Показник                                      | Січ.             | Лют.             | Бер.             | Квіт.            | Трав.            | Черв.            | Лип.             | Серп.            | Вер.             | Жовт.            | Лист.            | Груд.            |                  |
| Середній максимум, °C                         | 5,68             | 7,23             | 10,66            | 14,61            | 19,26            | 22,96            | 22,79            | 22,42            | 18,28            | 13,58            | 8,48             | 4,15             |                  |
| Середня температура, °C                       | −0,46            | 1,07             | 4,51             | 8,45             | 13,09            | 16,81            | 18,85            | 18,49            | 14,34            | 9,67             | 4,53             | 0,21             |                  |
| Середній мінімум, °C                          | −6,64            | −5,09            | −1,65            | 2,28             | 6,93             | 10,65            | 14,93            | 14,56            | 10,41            | 5,72             | 0,60             | −3,73            |                  |
| Норма опадів, мм                              | 93               | 92               | 96               | 107              | 99               | 100              | 68               | 85               | 132              | 152              | 163              | 129              |                  |
| Середньомісячна швидкість вітру, м/с          | 2.02             | 2.16             | 2.43             | 2.35             | 2.18             | 2.00             | 1.97             | 1.88             | 1.91             | 2.00             | 2.21             | 2.21             |                  |
| Середньомісячна сонячна радіація, кДж/м²·день | 4403             | 7141             | 10509            | 15041            | 19119            | 20932            | 22812            | 19593            | 14278            | 9073             | 4807             | 3698             |                  |
| --------------------------------------------- | ---------------- | ---------------- | ---------------- | ---------------- | ---------------- | ---------------- | ---------------- | ---------------- | ---------------- | ---------------- | ---------------- | ---------------- | ---------------- |
| Джерело:                                      |                  |                  |                  |                  |                  |                  |                  |                  |                  |                  |                  |                  |                  |